# Фридрих Олбрихт
Фридрих Олбрихт (на немски: Friedrich Olbricht) е германски генерал от пехотата на Вермахта, участвал в опита за убийство на фюрера Адолф Хитлер от 20 юли 1944 г.

## Кариера
По време на германското нахлуване в Полша през 1939 г., Олбрихт командва 24-та пехотна дивизия и е награден с Железен кръст. На 15 февруари 1940 г. Олбрихт е обявен за генерал от пехотата. Той е назначен за началник на Главна армия в Главно командване на войските. Освен това той е старши началник на службата за запазване на въоръжените сили.

### Операция Валкирия
От началото на зимата на 1941 – 1942 г. Олбрихт разработва плана за операция Валкирия – план на Генералния щаб, който вероятно е използван за овладяване на вътрешните вълнения, но всъщност представлява план за държавен преврат. Заедно с кръговете на съпротивата около генерал-полковник Лудвиг Бек, Карл Фридрих Гьорделер и генерал-майор Хенинг фон Тресков, той работи за намиране на средство за убийството на Адолф Хитлер и използване на план за преврат за сваляне на нацисткия режим. През 1943 г. той иска от полковник Клаус фон Щауфенберг да работи в кабинета му. Щауфенберг по-късно става ключовият човек в опита за убийство, като поставя бомбата близо до Хитлер.
В деня на опита за държавен преврат, 20 юли 1944 г., Олбрихт и полковник Албрехт Мерц фон Кюрнхайм започват операция Валкирия, като мобилизират резервната армията (Ersatzheer). В крайна сметка става ясно, че бомбата от куфарчето на Щауфенберг не е успяла да убие Хитлер, затова планът за завладяване на ключовите места в Берлин с помощта на звена от резервната армия започва да се проваля. Мнозина смятат, че един от най-големите фактори, възпрепятстващи този преврат да набере реално темпо, е неуспехът на войските на място да придобият контрол над комуникациите, идващи и излизащи от Берлин. Адолф Хитлер и командирите му във Вълчата бърлога успяват да изнесат реч след опита за преврат, което на свой ред води до бързо прекратяване на преврата като цяло. В резултат на това, нацисткото ръководство успява да си възвърне контрола, използвайки собствените си лоялни войски в рамките на няколко часа.

### Арест и екзекуция
В 21:00 часа Олбрихт е арестуван в централата си в Бендлерблок от войници от Берлинския гарнизон. По-късно тази вечер, Фридрих Фром провежда набързо военен съд, предполагаемо в опит да се предпази от това да бъде нарочен като тих конспиратор. Олбрихт, Кюрнхайм, Щауфенберг и неговият помощник Вернер фон Хефтен са отведени в двора и екзекутирани чрез разстрел, срещу заповедите на Хитлер да бъдат заловени живи (онези, които са заловени живи, получават по-болезнени и мъчителни екзекуции). Олбрихт е първият от четиримата, които са застреляни.